# 61 de la Verge d
61 de la Verge d és un planeta extrasolar que orbita l'estrella de tipus G 61 de la Verge, localitzat aproximadament a 27 anys llum en la constel·lació de la Verge. Aquest planeta té una massa 22,9 vegades la de la Terra i triga 123 dies a completar el seu període orbital, sent el seu semieix major d'aproximadament 0,47 ua. Aquest planeta va ser descobert el 14 de desembre de 2009 usant el mètode de la velocitat radial i el telescopi Keck. És probable que sigui un gegant gasós com Urà o Neptú.En 2012 la seva existència no ha estat confirmada per altres mètodes com HARPS.